# 461
Évszázadok: 4. század – 5. század – 6. század
Évtizedek: 410-es évek – 420-as évek – 430-as évek – 440-es évek – 450-es évek – 460-as évek – 470-es évek – 480-as évek – 490-es évek – 500-as évek – 510-es évek
Évek: 456 – 457 – 458 – 459 –  460 – 461 – 462 – 463 – 464 – 465 – 466

## Események

### Nyugat- és Keletrómai Birodalom
- Flavius Severinust (nyugaton) és Flavius Dagalaifust (keleten) választják consulnak.
- Maiorianus nyugatrómai császár feloszlatja zsoldoshadseregét és visszaindul Itáliába. Tortonánál fővezére, Ricimer lefogatja, megkínoztatja és öt nappal később lefejezteti.
- Ricimer három hónapig tárgyal az itáliai szenátorokkal az utódlásról, majd a könnyen irányíthatónak vélt Libius Severust emeli a Nyugatrómai Birodalom trónjára. Az új uralkodót sem I. Leo keletrómai császár, sem Maiorianus hadvezérei nem ismerik el.
- Geiseric vandál király azzal az ürüggyel, hogy családjaik házassági kötelékei miatt neki kellett volna örökölnie a nyugatrómai császári birtokokat, Itália partvidékét fosztogatja. Geiseric Anicius Olybrius trónigényét támogatja, aki Placidiát, III. Valentinianus lányát vette feleségül.
- Maiorianus halála után a vizigótok visszafoglalják a dél-galliai Septimaniát és benyomulnak Hispániába. Északnyugat-Galliában megmarad egy barbár államoktól körülvett, római fennhatóság alatt maradt régió (az ún. Soissons-i Királyság), amelyet a Maiorianus által kinevezett galliai hadvezér, Aegidius kormányoz.
- Meghal I. Leó pápa pápa. Utóda Hilarius.[1]

## Halálozások
- augusztus 7. – Maiorianus, nyugatrómai császár
- november 10. – I. (Nagy) Leó, római pápa
- március 17. – Szent Patrik, írországi hittérítő

## Fordítás
- Ez a szócikk részben vagy egészben  a(z)   461 című angol Wikipédia-szócikk ezen változatának fordításán alapul.  Az eredeti cikk szerkesztőit annak laptörténete sorolja fel. Ez a jelzés csupán a megfogalmazás eredetét és a szerzői jogokat jelzi, nem szolgál a cikkben szereplő információk forrásmegjelöléseként.